# Boris Jasjin
Boris Jasjin (russisk: Борис Владимирович Яшин) (født 10. maj 1932 i Baku i Sovjetunionen, død 18. februar 2019 i Moskva i Rusland) var en sovjetisk filminstruktør, manuskriptforfatter og skuespiller.

## Filmografi
- Pjad zemli (Пядь земли, 1964)[1][2]
- Gorod pervoj ljubvi (Город первой любви, 1970)
- Skoryj pojezd (Скорый поезд, 1988)